# El Bajío San Lazarito
El Bajío San Lazarito är en ort i Mexiko.   Den ligger i kommunen Socoltenango och delstaten Chiapas, i den sydöstra delen av landet, 800 km sydost om huvudstaden Mexico City. El Bajío San Lazarito ligger 619 meter över havet och antalet invånare är 175.
Terrängen runt El Bajío San Lazarito är varierad. Runt El Bajío San Lazarito är det ganska glesbefolkat, med 35 invånare per kvadratkilometer. Närmaste större samhälle är San Vicente la Mesilla, 6,7 km öster om El Bajío San Lazarito. Omgivningarna runt El Bajío San Lazarito är en mosaik av jordbruksmark och naturlig växtlighet.